# Pedro Benoit
Pour les articles homonymes, voir Benoit.
Pedro Simón del Corazón de Jesús Benoit (né le 18 février 1836 à Buenos Aires – mort le 4 avril 1897 à Mar del Plata) est un architecte, ingénieur et urbaniste argentin.

## Biographie
Il est le fils de l'architecte français Pierre Benoît et María Josefa de las Mercedes Leyes. On lui doit le plan d’urbanisme de la ville argentine de La Plata ainsi que la cathédrale de Mar del Plata avec un style néo-gothique influencé par l'architecte français Viollet-le-Duc.

## Galerie photographique

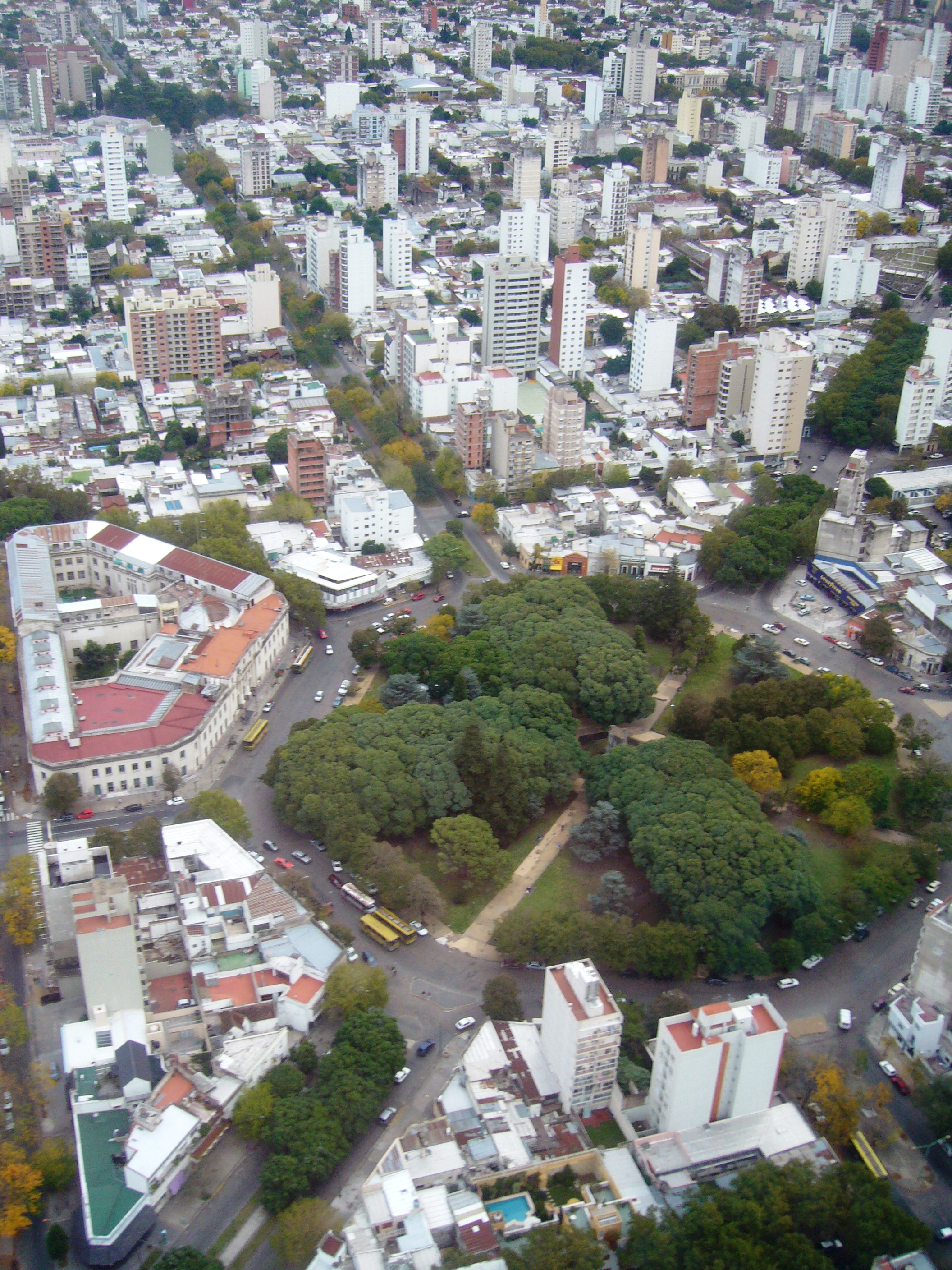
Vue aérienne de La Plata, avec ses diagonales telles que Benoit les avait conçues
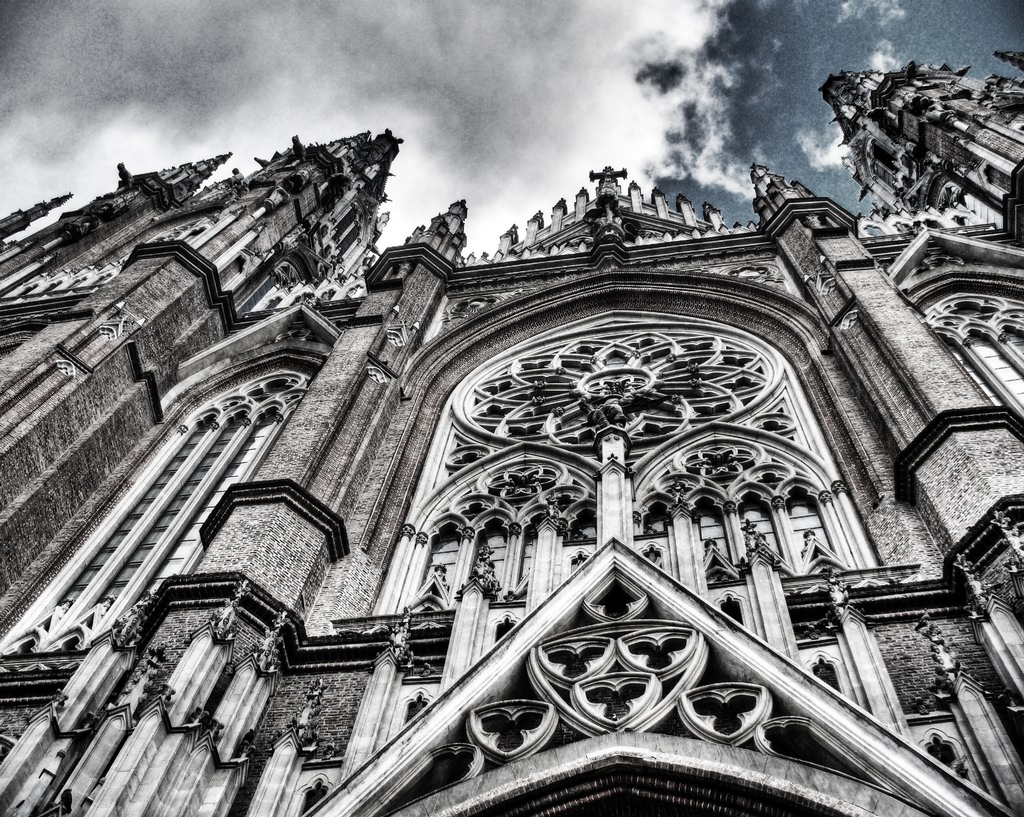
Façade de la Cathédrale Saint-Pierre-et-Sainte-Cécile de Mar del Plata
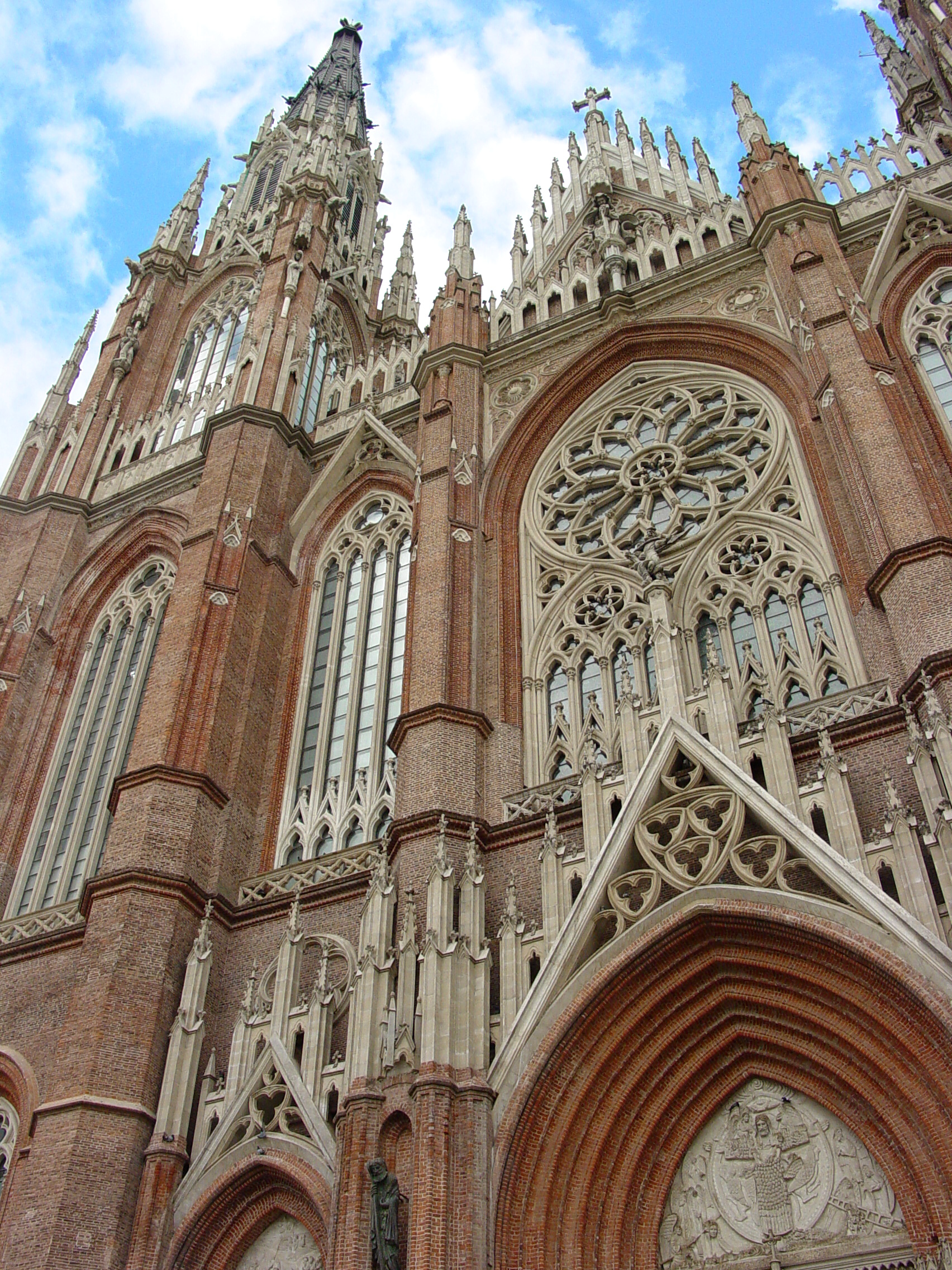
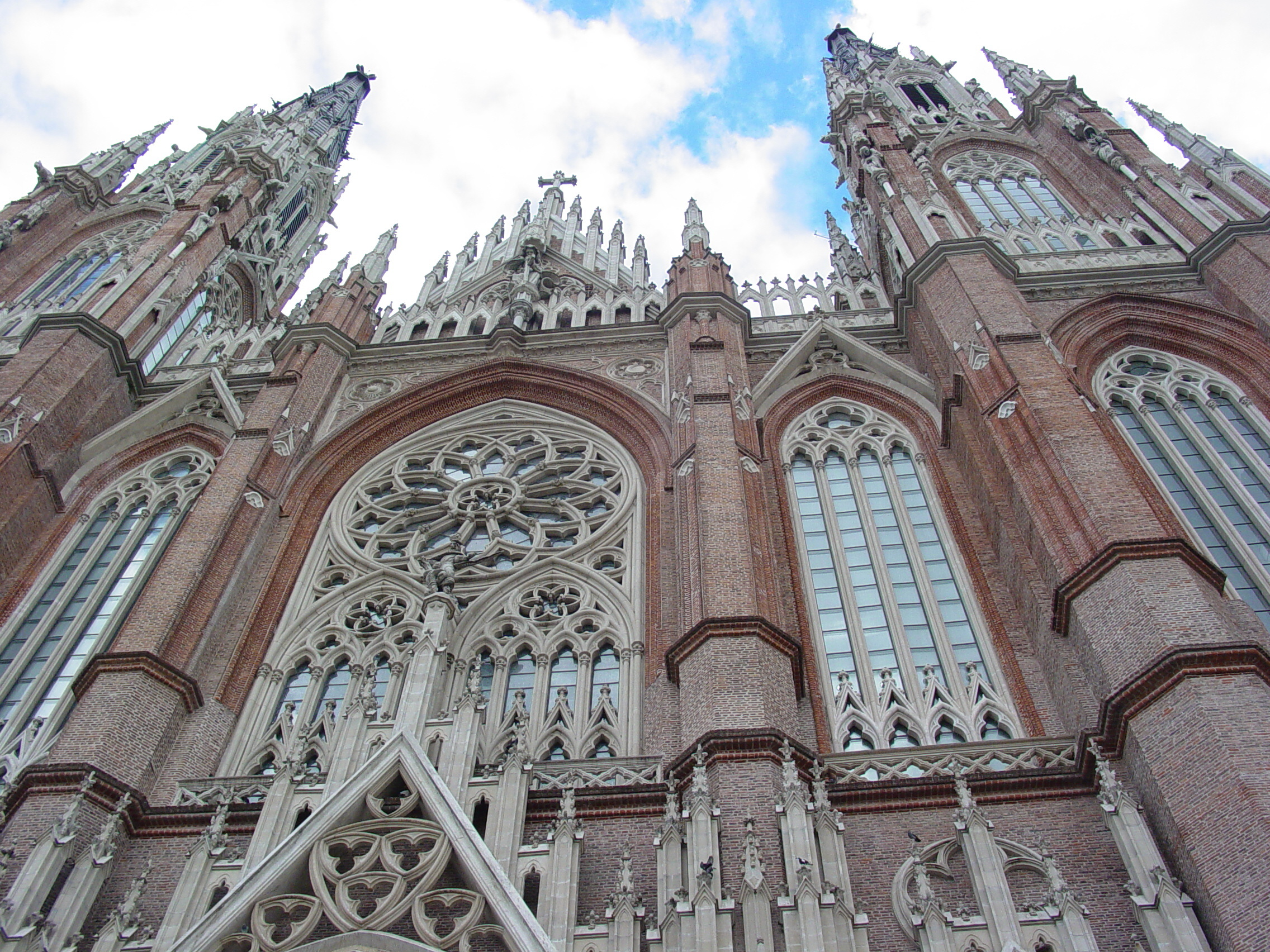
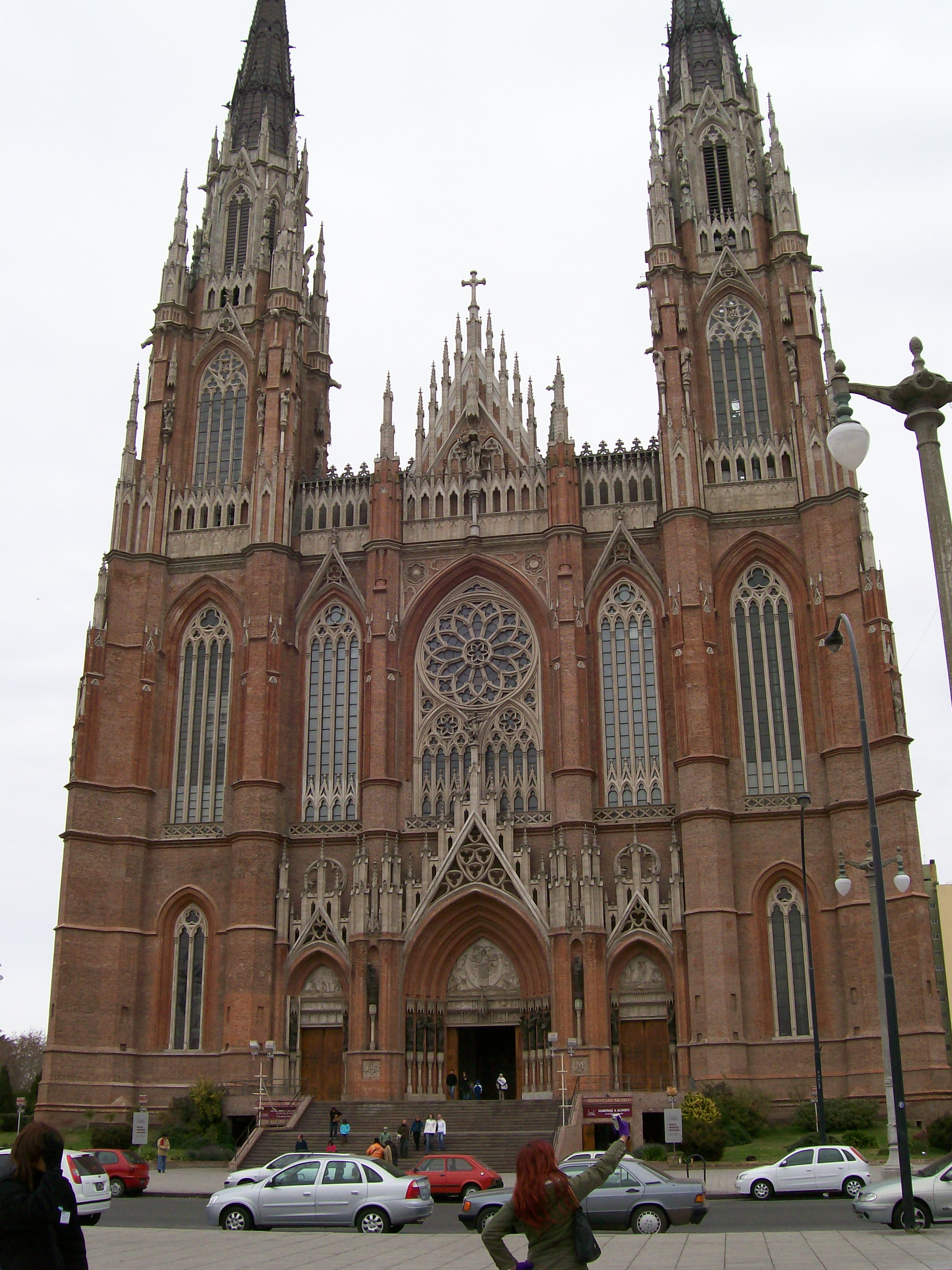
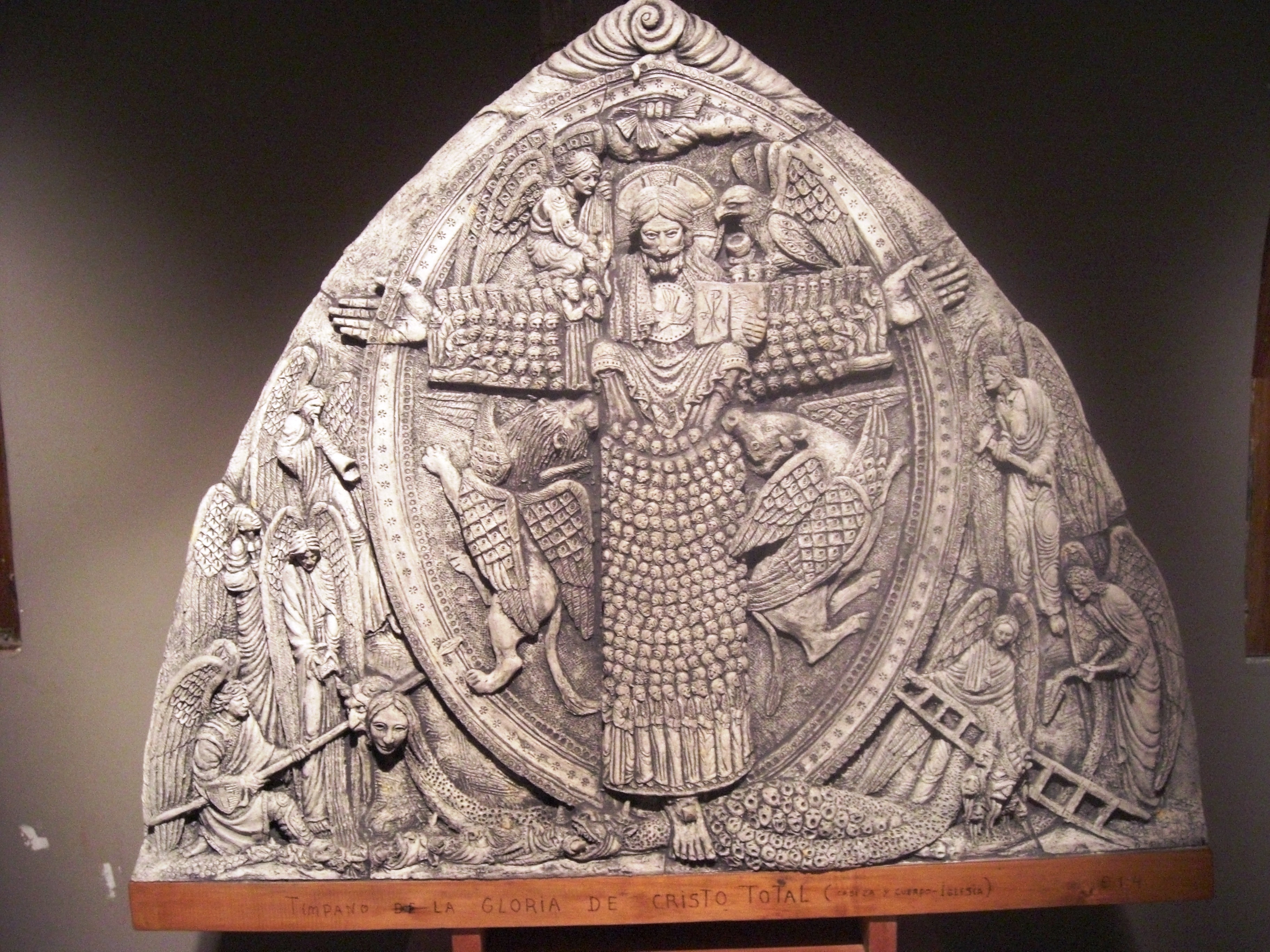
Détail du tympan dans le musée de la cathédrale

## Source
- (es) Cet article est partiellement ou en totalité issu de l’article de Wikipédia en espagnol intitulé « Pedro Benoit » (voir la liste des auteurs).